# (12369) Pirandello
(12369) Pirandello (1994 CJ16) – planetoida z pasa głównego asteroid okrążająca Słońce w ciągu 3,47 lat w średniej odległości 2,29 j.a. Odkryta 8 lutego 1994 roku.